# Tetrazygia laxiflora
Tetrazygia laxiflora är en tvåhjärtbladig växtart som beskrevs av Charles Victor Naudin. Tetrazygia laxiflora ingår i släktet Tetrazygia och familjen Melastomataceae. Inga underarter finns listade i Catalogue of Life.